# Coelogyne macdonaldii
Coelogyne macdonaldii är en orkidéart som beskrevs av Ferdinand von Mueller och Friedrich Fritz Wilhelm Ludwig Kraenzlin.
Coelogyne macdonaldii ingår i släktet Coelogyne och familjen orkidéer. Inga underarter finns listade i Catalogue of Life.